# Arttu Kangas
Arttu Kangas (* 13. Juli 1993) ist ein finnischer Kugelstoßer.

## Sportliche Laufbahn
Erste internationale Erfahrungen sammelte Arttu Kangas bei den 2010 erstmals ausgetragenen Olympischen Jugendspielen in Singapur, bei denen er mit einer Weite von 20,45 m mit der 5-kg-Kugel den fünften Platz belegte. Im Jahr darauf schied  er bei den Junioreneuropameisterschaften in Tallinn mit 16,96 m mit der 6-kg-Kugel in der Qualifikation aus. 2012 wurde er bei den Juniorenweltmeisterschaften in Barcelona mit 19,85 m Vierter und 2013 bei den U23-Europameisterschaften in Tampere mit 18,94 m Siebter. 2013 nahm er erstmals an den Europameisterschaften in Zürich teil, erreichte mit 19,07 m aber nicht das Finale. 2015 gelang ihm bei den Halleneuropameisterschaften in Prag kein gültiger Versuch und bei den U23-Europameisterschaften in Tallinn gelangte er mit 18,27 m auf den neunten Platz, wie auch bei den Militärweltspielen im südkoreanischen Mungyeong mit 17,78 m.
2016 schied er bei den Europameisterschaften in Amsterdam mit 18,91 m in der Qualifikation aus, wie auch bei den Leichtathletik-Halleneuropameisterschaften 2017 in Belgrad mit 19,42 m und auch 2018 reichten 18,17 m bei den Europameisterschaften in Berlin nicht für einen Finaleinzug. Im Jahr darauf nahm er erneut an den Militärweltspielen in Wuhan teil und klassierte sich dort mit 18,03 m auf Rang 13.
Von 2013 bis 2017 sowie 2019 wurde Kangas finnischer Meister im Kugelstoßen im Freien sowie von 2014 bis 2019 auch in der Halle.

## Persönliche Bestweiten
- Kugelstoßen: 20,30 m, 12. Juni 2016 in Raasepori
  - Kugelstoßen (Halle): 20,18 m, 19. Februar 2017 in Jyväskylä